# Требишњица
Требишњица је херцеговачка ријека понорница дуга 96,5 km која извире близу Билеће испод стрмог одсјека планине Влајиња (492 метара) на надморској висини од 398 метара. Површина слива износи 2.250 km² Требишњица је дио комплекса подземних и надземних ријека чије је крајње исходиште Јадранско море, то јест ријека Омбла (позната и под именом Ријека Дубровачка) која се улијева у море код Дубровника.
На Требишњици је планирана изградња седам хидроцентрала од којих су до сада изграђене четири: Требиње I, Требиње II, Дубровник и Чапљина. Код хидроцентрала Требиње I и Требиње II направљена су два вјештачка језера: Билећко језеро и Горичко језеро.
Прије изградњи ових хидроцентрала, Требишњица је важила за најдужу природну ријеку понорницу у свијету.

## Галерија
- Требишњица у Требињу
- Требишњица са Арсланагићевог моста